# 敘利亞歐白魚
敘利亞歐白魚（学名：Alburnus qalilus）为輻鰭魚綱鯉形目雅羅魚科歐白魚属的其中一種，被IUCN列為瀕危保育類動物，分布於亞洲敘利亞Nahr al-Kabir al-Janoubi、Nahr al-Sanawbar 和 Nahr al-Hawaiz流域，體長可達9.4公分，棲息在中底層水域，棲地受到水汙染、水壩修築而受到威脅。

## 扩展阅读
維基物種上的相關：敘利亞歐白魚